# 福部インターチェンジ
福部インターチェンジ（ふくべインターチェンジ）は、鳥取県鳥取市福部町湯山にある山陰近畿自動車道のインターチェンジである。

## 歴史
- 2014年（平成26年）
  - 3月22日 : 福部IC - 岩美IC間開通[1]。ただし、この時点では、国道9号（福部方面）・鳥取県道265号湯山鳥取線（鳥取砂丘方面）から岩美・豊岡方面への入口が未供用であった[2]。
  - 4月24日 : 国道9号（福部方面）・鳥取県道265号湯山鳥取線（鳥取砂丘方面）から岩美・豊岡方面への入口が供用開始[3]。
- 2017年（平成29年）4月1日 : 山陰近畿自動車道に並行する国道9号現道の管理が国土交通省から鳥取県へ移管されたことに伴い、接続する道路のうち、国道9号（福部方面）が鳥取県道43号鳥取福部線に変更された[4]。

## 道路
- E9 山陰近畿自動車道

## 接続する道路
- 国道9号（鳥取バイパス）
- 鳥取県道43号鳥取福部線
- 鳥取県道265号湯山鳥取線

## 隣
E9 山陰近畿自動車道
覚寺IC（計画中） - 当面現道活用区間（鳥取バイパス） - 福部IC - 大谷IC（鳥取方面出入口）

## 備考
- 現在は暫定的に本線が山陰近畿自動車道から国道9号（鳥取バイパス）へ直通する構造となっている。
- 山陰近畿自動車道は覚寺ICから当ICまで鳥取バイパスを活用する計画となっている[5]。
- 湯山池の干拓によってできた平地部に作られた。インターチェンジの脇には湯山6号墳がある。